# Каченовський Федір Іванович
Федір Іванович Каченовський (бл. 1680—1753) — співочий (бас) «двору Його Імператорської Величності», потім уставник Придворного імператорського хору; родом з Чернігівщини. Вже у званні полковника повернувся на батьківщину. Купив декілька земельних ділянок. Один с хуторів став потім Качанівкою.
В 1740-х відправений до Петербургу, де співав у придворному хорі. Для пошуку співаків їздив до українських земель. У 1748 привіз звідти А. Лосенка, К. Гловачевського та І. Саблучка.